# Tenuipalpidae
Tenuipalpidae (лат.) — семейство паутинных клещей (Tetranychoidea) из подотряда Prostigmata. Около 900 видов. Встречаются всесветно.

## Описание
Мелкие растительноядные клещи (длина менее 1 мм) обычно красного цвета. Покровы плотные, тело покрыто 2-3 спинными щитками. Хелицеры слитые в стилофор. Имеют 2 пары глаз  и 5-члениковые лапки. Голени педипальп без коготка. Цикл индивидуального развития включает 4 стадии (яйцо, личинка, протонимфа, дейтонимфа и взрослая особь) и обычно занимает около 3–4 недель. В размножении характерна арренотокия. Включает экономически важных представителей, так как питаются соками растений. Например, род Brevipalpus (более 280 видов) распространяет рабдовирусы, взывая заболевания цитрусовых, чая, оливковых, кофейного дерева и других сельскохозяйственных растений, снижая их урожайность.
Среди вредителей американские виды Brevipalpus californicus (Banks), Brevipalpus obovatus Donnadieu, Brevipalpus phoenicis (Geijskes), Raoiella indica (Hirst) .

## Систематика
Выделяют 34 рода, 900 видов.
- Aegyptobia Sayed, 1950
- Afronychus M. K. P. Smith-Meyer, 1979
- Australopalpus Smiley & Gerson, 1995
- Brevipalpus Donnadieu, 1875 (более 280 видов)
- Cenopalpus Pritchard & Baker, 1958
- Capedulia M. K. P. Smith-Meyer, 1979
- Coleacarus M. K. P. Smith-Meyer, 1979
- Crossipalpus Smiley, Frost & Gerson, 1996
- Cyperacarus Beard & Ochoa, 2011
- Dolichotetranychus Sayed, 1938
- Gahniacarus Beard & Ochoa, 2011
- Krugeria M. K. P. Smith-Meyer, 1979
- Larvacarus Baker & Pritchard, 1952
- Lisaepalpus Smiley & Gerson, 1995
- Macfarlaniella Baker & Pritchard, 1962
- Meyeraepalpus Smiley, Frost & Gerson, 1996
- Neoraoiella Mohanasundaram, 1996
- Obdulia Pritchard & Baker, 1958
- Obuloides Baker & Tuttle, 1975
- Pentamerismus McGregor, 1949
- Phyllotetranychus Sayed, 1938
- Phytoptipalpus Trägårdh, 1904
- Priscapalpus de Leon, 1961
- Pseudoleptus Bruyant, 1911
- Raoiella Hirst, 1924
- Raoiellana Baker & Tuttle, 1972
- Rarosiella Rimando, 1996
- Tegopalpus Womersley, 1940
- Tenuilichus M. Mohanasundaram, 1988
- Tenuipalpus Donnadieu, 1875 (более 300 видов)
- Terminalichus Anwarullah & Khan, 1974
- Ultratenuipalpus Mitrofanov, 1973